# 马如龙 (医学家)
马如龙（?—?），字复元，回族，四川会理县（今四川省会理县）人，清朝医学家。

## 生平
马如龙年轻时聪明敏捷，喜欢读书。十八岁时，父亲去世后，他开始潜心专研医学，通过学医得到的资财奉养母亲。他的医术高明，得到很多官员和江南名士的称赞。